# Machi

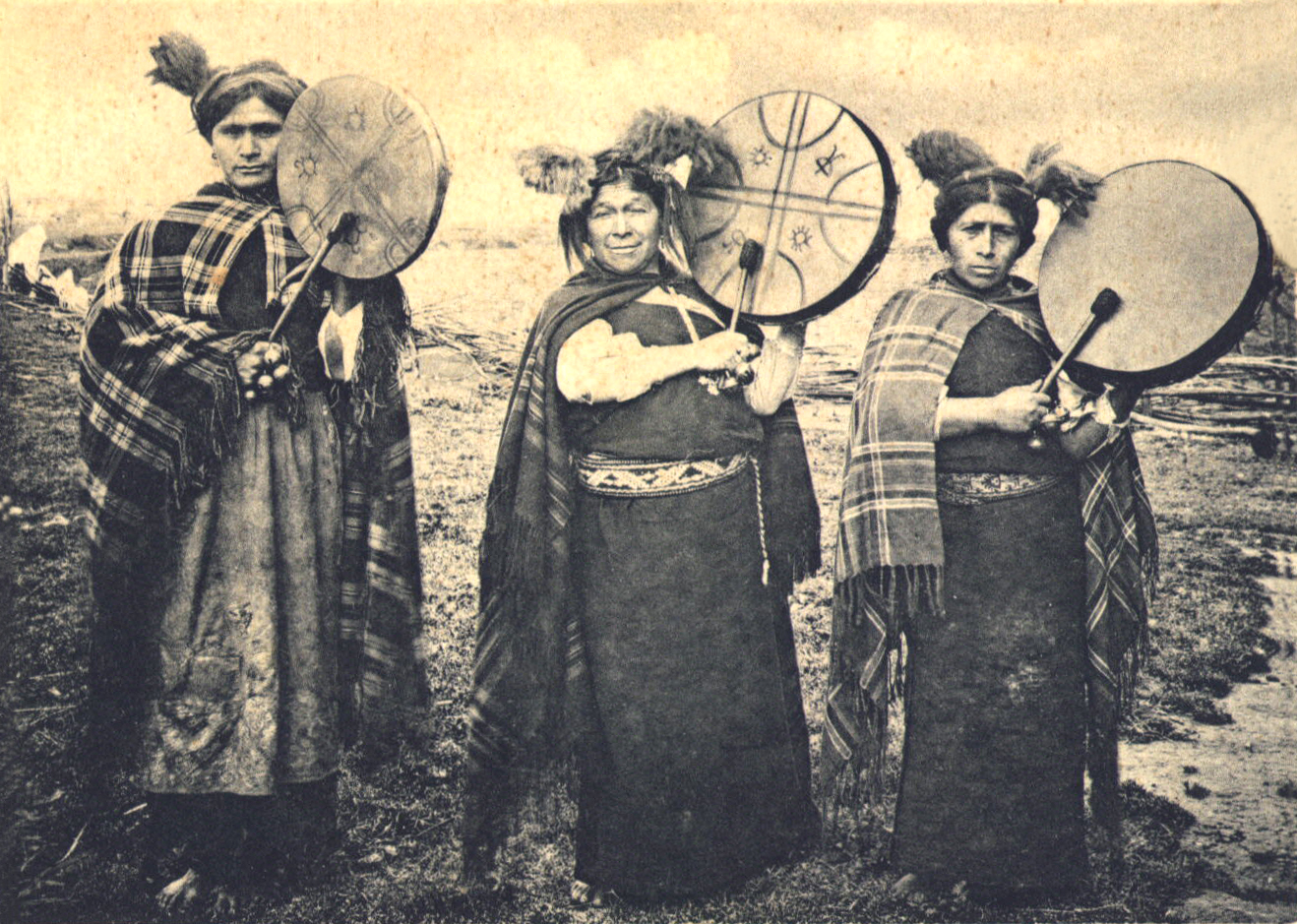
Machis hacia 1903.

Un machi es un chamán en la cultura tradicional del pueblo mapuche, un pueblo indígena del sur de Chile y suroeste de Argentina. Su principal rol es la curación de dolencias, tanto los males físicos como los que se consideran derivados de la acción de fuerzas espirituales o a transgresiones de normas. Además, pueden cumplir roles religiosos y sociales.

## Descripción

### La vida como machi en el pueblo mapuche

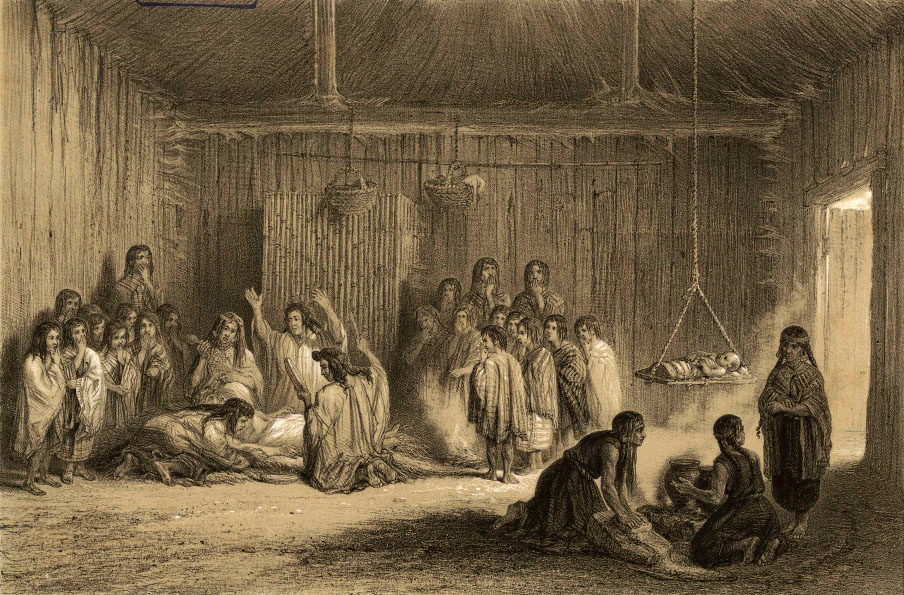
Machitún. Atlas de la historia física y política de Chile, de Claudio Gay.

Puede ser machi una mujer o un hombre. Dirige los ceremoniales de curación, llamados machitún. En el caso de que las autoridades tradicionales, como el ngenpin, no se encarguen del guillatún, ceremonia mediante la cual la comunidad se comunica con el mundo espiritual, también esta función puede ser ejercida por un machi. 

### Elección
Para llegar a ser machi usualmente se deben producir ciertos sucesos durante la infancia o adolescencia. Por ejemplo:
- Sueños premonitorios.
- Revelaciones sobrenaturales.
- Influencia de la familia.
- Transmisión hereditaria.
- Poder de curación de enfermedades.
- La Aparición del espíritu de machi(pulli) perteneciente a la familia

El linaje (küpal) de una familia puede tener antecedentes de la existencia de machis anteriores y esto se conoce como machi küpal. Pero personas ajenas a estos linajes también pueden manifestar las condiciones para ejercer esta actividad. La persona elegida se prepara durante un tiempo, para posteriormente irse a vivir un tiempo con un machi consagrado, que le entregará las herramientas para desempeñarse como tal. Posteriormente el nuevo machi será consagrado en la ceremonia del machiluwün.

### Los machis hueyes (o weyes)
Existe registro de un tipo de machi de sexo masculino, conocido como «hueye» o «weye», el cual podía vestirse con indumentaria femenina considerada como sagrada por la cultura mapuche, sin ser propiamente calificado como un travesti, sino que asociado a un ser con espíritu(pulli) femenino, o dual e investido como autoridad espiritual por ello; normalmente permanecían solteros, sin embargo, debido a la relativa tolerancia social hacia la homosexualidad en la cultura mapuche bajo ciertas circunstancias, ellos podían mantener relaciones sexuales con otros hombres varoniles de forma pasiva, siendo aceptados y respetados por toda la comunidad.

## Rol

### Plano medicinal

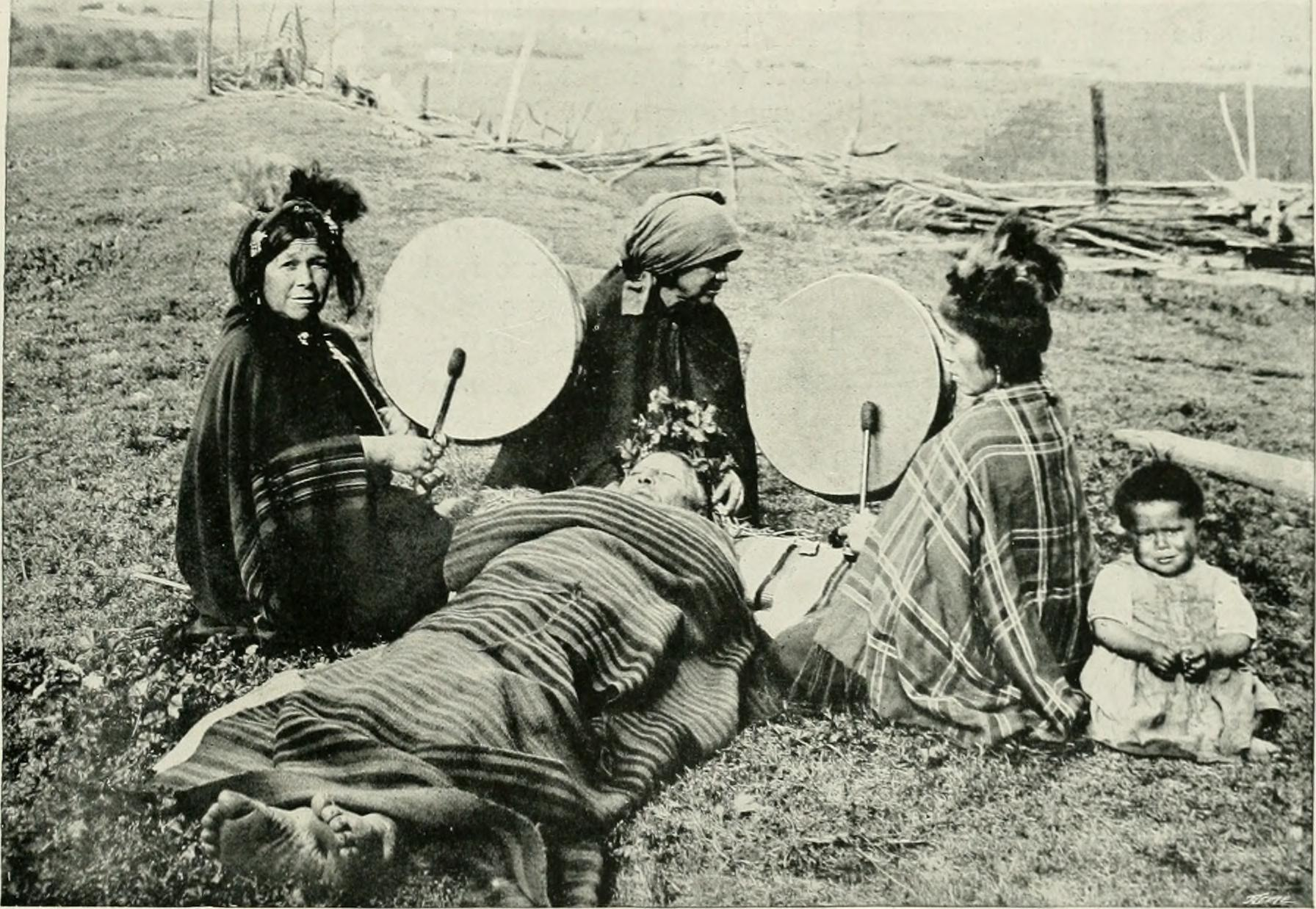
Machis tratando a un paciente (ca. 1908.)

El machi es la figura central de la medicina mapuche, poseedor de sabiduría y poder curativo, además de ser el puente entre el mundo espiritual y material. Conoce el uso medicinal de ciertas plantas y sustancias, a fin de usar las requeridas para obtener el remedio (ḻaweṉ) adecuado. Tiene también el poder de los espíritus y los sueños (pewma), que son de gran importancia, puesto que su interpretación determina muchas decisiones importantes.

### Plano espiritual
El/la machi es la persona que maneja y resuelve las preocupaciones de la sociedad mapuche con respecto a las fuerzas malignas y dañinas del mundo. Ya que su función cotidiana básica es la de curar, un machi también tiene los conocimientos necesarios para descubrir al calcu (kalku, "brujo") o a cualquier individuo que, mediante poderes o ayuda sobrenaturales, quiera dañar o matar a otra persona. Inicialmente, la responsabilidad de esta práctica recaía en un dungulfe, quien tenía la habilidad de conectarse con los espíritus para identificar si una persona estaba siendo afectada con una acción maligna; sin embargo, con el transcurso del tiempo, esta figura fue gradualmente desapareciendo de la escena espiritual y religiosa mapuche. Por consiguiente, se le asignó esta tarea a los machis.

## Actitud

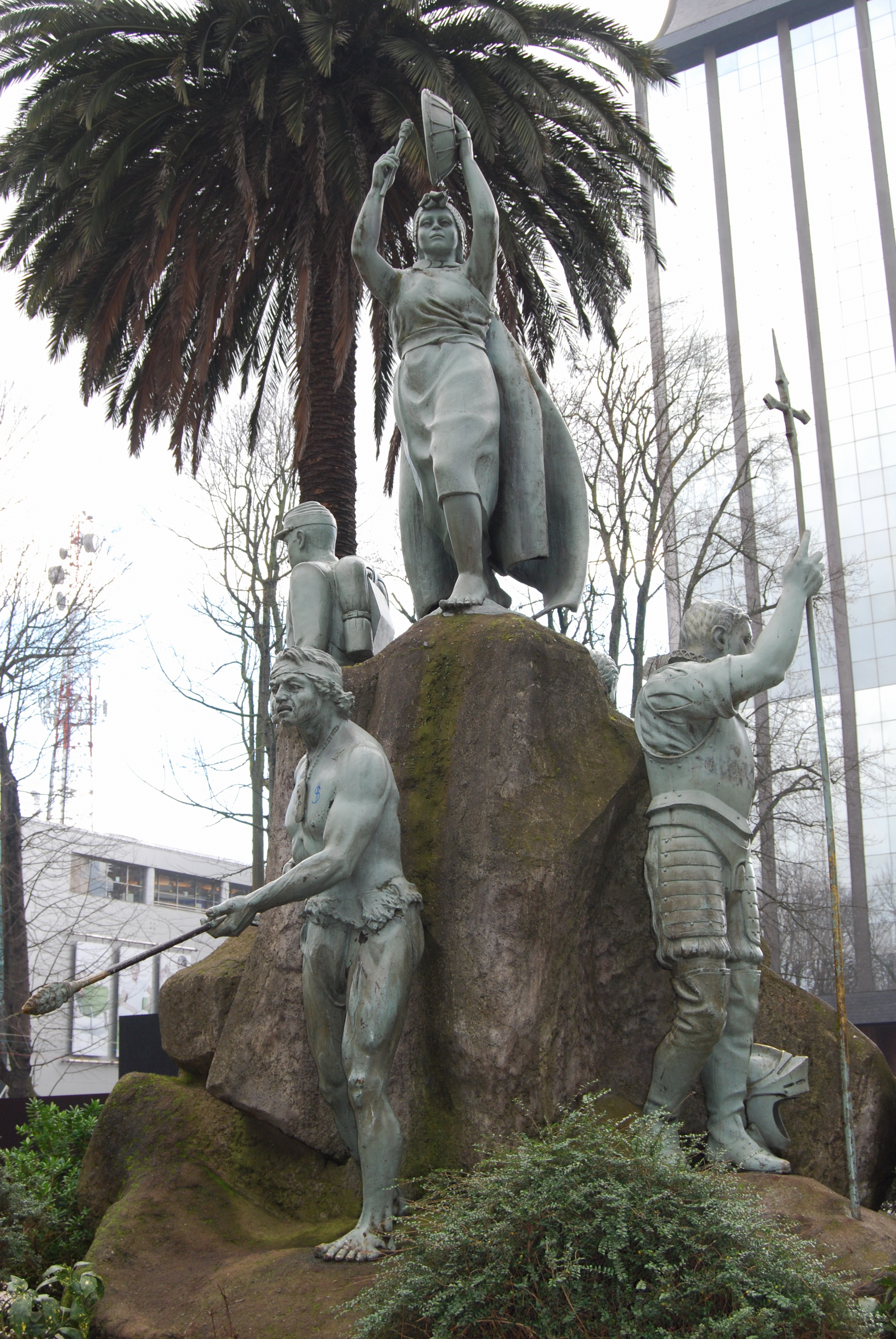
En el Monumento a la Araucanía, la figura sobre el pedestal es una machi.

Todo(a) machi debe seguir el camino indicado en el Admapu y no dejarse llevar por el mal o por las malas actitudes. Si no cumple estos preceptos, estará siguiendo un camino equivocado que lo conducirá a ser considerado kalku, persona que practica el mal por medios místicos o espirituales). Las actitudes que convierten a un machi en kalku son las siguientes:
- Ser una persona envidiosa y/o codiciosa, teniendo más interés por el dinero que por curar al necesitado.
- Ser una persona que no usa su conocimiento sabiamente o que lo usa para hacer el mal, uniéndose así a las fuerzas que luchan contra los seres humanos.